# Старые Горяши
Старые Горяши — село, центр сельской администрации в Краснослободском районе. Население 878 чел. (2001), в основном русские.
Расположено на речке Чёрной, в 3 км от районного центра и 56 км от железнодорожной станции Ковылкино. Название-термин: гарь — горелое место, выжженное под пашню или случайно выгоревшее. В «Списке населённых мест Пензенской губернии» (1869) Старые Горяши (Крутая Горяша) — деревня казённая из 132 дворов Краснослободского уезда. До 1917 г. в селе действовали маслобойня, водяная мельница на Мокше, колбасный и стекольный заводы.
В 1930 г. были образованы колхоз «Выдвиженец» (председатель — П. П. Ососков) и сельсовет (председатель — Алычёв), с 1950 г. — укрупнённое хозяйство им. Кирова, с 1996 г. — СХПК. В современном селе — библиотека, Дом культуры, медпункт, магазин.
В Старогоряшинское сельское поселение входят 5 населённых пунктов.
Уроженцы Старых Горяш — учёные А. И. Горбылёва, А. В. Ососков, В. Н. Расстригин, С. М. Зольников.